# Bourg-Saint-Maurice
Bourg-Saint-Maurice er en by i departementet Savoie i det sydøstlige Frankrig i de franske Alper.
Byen ligger i Tarentaise-dalen som Isere-floden løber gennem. Route des Grandes Alpes går gennem byen.
Byen ligger i 829 m.o.h. Byens banegård er endestation for togforbindelse i dalen.
Fra Bourg-Saint-Maurice stiger terrænet 1.955 højdemeter over knap 48 kilometer landevej til toppen af bjergpasset Col de l'Iseran. Passet går til en parallelt liggende dal - Maurienne-dalen.
Fra Bourg-Saint-Maurice er der landevej til Aosta-dalen i Italien via Col du Petit-Saint-Bernard. I byen begynder også passet Cormet de Roselend.

## Galleri
- Bourg-Saint-Maurice set fra Les Arc
- Landevej D902 i Bourg-Saint-Maurice
- Grand Rue
- Banegård i Bourg-Saint-Maurice
- Landevej D1090 gennem Bourg-Saint-Maurice